# Отто Вінкельманн
Отто Вінкельманн (нім. Otto Winkelmann, 4 вересня 1894, Бордесгольм — 24 вересня 1977, Кіль) — доктор права. Учасник Першої світової війни, кавалер Залізного хреста 2-го та 1-го ступеня. Член Нацистської партії. У лавах СС дослужився до звання обергруппенфюрера. З 1942 очолив Командне управління Головного управління поліції у Третьому рейху. Генерал поліції, з 1 грудня 1944 генерал військ СС. З 19 березня 1944 найвищий керівник СС та поліції в Угорщині.

## Біографія
1912 року призваний до лав німецької армії. Наприкінці 1913 року підвищений до звання лейтенанта. За заслуги під час служби у Першу світову був нагороджений Залізними хрестами 2-го та 1-го класу.
1919 року поступив до Добровольчого корпусу. Після демобілізації у листопаді 1919 року перейшов працювати до поліції у чині лейтенанта.
1933 року  дослужився до майора. 1930 — 1937 — займав посаду поліцай-директора у місті Герліц.
1 листопада 1932 — вступив у нацистську партію (квиток № 1373131)
11 вересня 1938 року його кандидатура була ухвалена для вступу до СС із присвоєнням звання — штурмбаннфюрер (квиток № 308238). Після цього був переведений до штабу поліції порядку у Берліні.
Грудень 1940 року  призначений на посаду командуючого 1-ї управлінської групи Командного управління.
19 березня 1944 року призначений на посаду вищого керівника СС і поліції Угорщини. До кола його обов'язків входила депортація угорських євреїв і з подальшим транспортуванням до концтаборів. Під час перебування в Угорщині він мав відношення до примусової депортації біля 400 000 євреїв..
5 лютого 1945 року зміщений з посади воєнного коменданта фортеці Будапешт і залишив місто. 1 травня 1945 був полонений американцями в Нойкірхені. На відміну від інших вищих чинів Третього райху, Вінкельманну вдалося уникнути карного переслідування і навіть добитися від держави виплати генеральської пенсії. Надалі оселився в Кілі, став членом міської ради і головою Асоціації колишніх поліцейських.

## Нагороди
- Залізний хрест 2-го і 1-го класу
- Нагрудний знак «За поранення» в сріблі
- Сілезький Орел 2-го і 1-го класу
- Почесний хрест ветерана війни з мечами
- Почесна шпага рейхсфюрера СС
- Кільце «Мертва голова»
- Медаль «За вислугу років у поліції» 3-го, 2-го і 1-го ступеня (18 років)
- Почесний знак «За турботу про німецький народ» 3-го ступеня
- Медаль «У пам'ять 1 жовтня 1938» із застібкою «Празький град»
- Хрест Воєнних заслуг
  - 2-го класу з мечами (30 січня 1942)
  - 1-го класу з мечами (20 квітня 1942)
- Німецький хрест в сріблі (5 листопада 1943)
- Лицарський хрест Хреста Воєнних заслуг з мечами (21 грудня 1944)